# 多蒂氏野鯪
多蒂氏野鯪，為輻鰭魚綱鯉形目鯉科的其中一個種。分布於非洲剛果河上游流域，本魚身體些微側扁而且延長；吻尖，上頜骨觸鬚大，側面的條紋不是很清澈，結束在尾梗與尾鰭基底，背鰭軟條9至11枚；脊椎骨29至31個，體長可達11.5公分。

## 扩展阅读
維基物種上的相關：多蒂氏野鯪